# Lisowo (przystanek kolejowy)
Lisowo – przystanek osobowy w Lisowie, w województwie zachodniopomorskim, w Polsce. Na przystanku stają pociągi osobowe relacji Runowo Pomorskie – Stargard

## Ruch pasażerski
| Rok  | Wymiana pasażerska na dobę |
| ---- | -------------------------- |
| 2017 | 20-49                      |
| 2022 | 20-49                      |